# قسم بايك
قسم بایك (بالفارسية: بخش بایك) هي قسم في مقاطعة تربة حيدرية، التابعة لمحافظة خراسان رضوي الإيرانية.

## السكان
- حسب إحصاءات سنة 2006، بلغ إجمالي السكان في بايك 8327 نسمة موزعين على 2465 مسكن.[2]

## وصلات خارجية
- إدارة مقاطعة تربت حيدريه.[وصلة مكسورة]
- بلدية تربت حيدريه.
- إدارة تعليم تربت حيدريه. نسخة محفوظة 25 أبريل 2013 على موقع واي باك مشين.